# Сан-Педру-ди-Алкантара
Сан-Педру-ди-Алкантара (порт. São Pedro de Alcântara)  —  муниципалитет в Бразилии, входит в штат Санта-Катарина. Составная часть мезорегиона Гранди-Флорианополис. Входит в экономико-статистический  микрорегион Флорианополис. Население составляет 3868 человек на 2006 год. Занимает площадь 139,635 км². Плотность населения — 27,7 чел./км².

## История
Город основан 1 марта 1829 года. 

## Статистика
- Валовой внутренний продукт на 2003 составляет 21.518.698,00 реалов (данные: Бразильский институт географии и статистики).
- Валовой внутренний продукт на душу населения на 2003 составляет 5.756,74 реалов (данные: Бразильский институт географии и статистики).
- Индекс развития человеческого потенциала на 2000 составляет 0,795 (данные: Программа развития ООН).

## География
Климат местности: мезотермический гумидный.